# 1148 Rarahu
1148 Rarahu è un asteroide della fascia principale del diametro medio di circa 33,23 km. Scoperto nel 1929, presenta un'orbita caratterizzata da un semiasse maggiore pari a 3,0157480 UA e da un'eccentricità di 0,1152576, inclinata di 10,84092° rispetto all'eclittica.
Il suo nome fa riferimento ad un personaggio del romanzo Le Mariage de Loti, dello scrittore francese Pierre Loti.